# Абас, Натан
Натан Абас (нидерл. Nathan Abas; 23 октября 1896, Амстердам — 1 июня 1980, Риверсайд (Калифорния)) — нидерландско-американский скрипач.
Родился в семье еврея-ювелира, отец Абаса впоследствии погиб в Освенциме. Учился в Амстердаме. В 1914 году занял пост концертмейстера в Оркестре Концертгебау. В 1917 году перебрался в Нью-Йорк, играл в составе различных радиооркестров, в 1924 году дебютировал как солист, вызвав довольно сдержанную оценку критики. В 1931—1932 гг. занимал пост концертмейстера в Симфоническом оркестре Сан-Франциско. В последующие годы руководил струнным квартетом, в составе которого, в частности, исполнял произведения Арнольда Шёнберга. Короткое время был одним из первых учителей Айзека Стерна. В конце 1930-х — начале 1940-х гг. возглавлял как дирижёр Симфонический оркестр Северокалифорнийского отделения Управления общественных работ (англ. The Northern California WPA Symphony Orchestra); во главе оркестра, помимо исполнения обычного симфонического и хорового репертуара, внёс вклад в возрождение слушательского интереса к комической опере.